# 진수 (전한)
진수(陳遂, ? ~ 기원전 45년)는 전한 후기의 관료로, 자는 장자(長子)이며 경조윤 두릉현(杜陵縣) 사람이다.

## 행적
선제가 어릴 때 함께 바둑을 두고 놀던 사이였고, 선제가 즉위한 후 임용되어 태원태수에 임명되었고, 원제 즉위 후 경조윤이 되었다.
초원 2년(기원전 47년), 정위에 임명되었으나 2년 후 죽었다.

## 출전
- 반고, 《한서》 권19하 백관공경표 下·권92 유협전
- 순열, 《한기》 권18 효선황제기 2권

| 전임 성 | 전한의 경조윤 기원전 48년 ~ 기원전 47년 | 후임 범 |

| 전임 해연년 | 전한의 정위 기원전 47년 ~ 기원전 45년 | 후임 윤충 |